# Cicer isauricum
Cicer isauricum är en ärtväxtart som beskrevs av Peter Hadland Davis. Cicer isauricum ingår i släktet kikärter, och familjen ärtväxter. Inga underarter finns listade i Catalogue of Life.